# Будівлі середньовічного міста Солхат
Будівлі середньовічного міста Солхат — пам'ятка археології місцевого значення в місті Старий Крим Кіровського району Автономної Республіки Крим.

## Історія
Колись між Старим Кримом і Кафою проходив кордон, по північний бік якого починалася величезна степова імперія Золота Орда, а по південний бік кордону простягалися прибережні землі капітанства Готія, колонії далекої Генуї — володарки морів; тут був край негоціантів і їхніх кораблів, що пливли до Середземного моря.
Саме місто теж мало дві назви — тюркське ім'я Крим (тоді ще не Старий) і генуезьке Солхат. У ХІІІ ст. воно стало центром Кримського улусу Золотої Орди, потужним торговельним осередком і перехрестям цивілізацій. Посланці від єгипетського султана Бейбарса до ординського хана Берке, які були тут у 1263 р., повідомляли, що в місті живуть кипчаки й алани. Мешкали там і караїми, які були вихідцями з Візантійської імперії, Кавказу, Персії та Середньої Азії.
Дослідник старожитностей та археолог Авраам Фіркович знайшов на місцевому караїмському цвинтарі надгробки, датовані Х, ХІ та ХІІ ст. Згодом у тих краях за доброю кримською традицією поруч жили караїми, євреї, християни (греки й вірмени) й мусульмани.

## Опис
Руїни кенаси можна знайти в районі, що примикає до пагорба Кемаль-ата. Нині вулиця, на якій вона стояла, називається Виноградною. Ці руїни також називали «єврейською школою». Розміри споруди становлять 13×16 м. Неподалік розташовувався караїмський цвинтар.
У 1886 р. те, що залишилося від кенаси, оглянув відомий тюрколог, сходознавець Василь Смирнов, який відзначив архітектурні відмінності цієї будівлі від пам'яток традиційної кримськотатарської архітектури.
Через кілька років до Старого Криму прибув співробітник і майбутній голова Таврійської ученої архівної комісії, кримський історик та археолог Арсеній Маркевич, і знайшов кенасу в дуже занедбаному стані. Його висновок, оприлюднений у протоколі засідань ТУАК у 1902 р.: «Руїни дуже старі, даху й підлоги немає, є загроза падіння північної стіни, у північно-західному куті пролом; колоди, якими були перекладені стіни, майже всі вийняті. Реставрувати будівлю неможливо. Втім, вона, без сумніву, являє собою пам'ятку старовини».
Рештки будівель середньовічного міста Солхат збереглися донині. Після анексії Криму вони знову стали об'єктом дослідження археологів.